# Live at the Brixton Academy (album Faith No More)
Live at the Brixton Academy – album koncertowy amerykańskiego zespołu Faith No More.

## Lista utworów
1. "Falling to Pieces" – 4:47
2. "The Real Thing" – 7:53
3. "Epic" – 4:55
4. "War Pigs" – 6:58
5. "From Out of Nowhere" – 3:24
6. "We Care a Lot" – 3:50
7. "Zombie Eaters" – 6:05
8. "Edge of the World" – 5:50
9. "The Grade" (studio) – 2:05
10. "The Cowboy Song" (studio) – 5:12

## Twórcy
- Mike Bordin – perkusja
- Roddy Bottum – keyboard
- Billy Gould – bas
- "Big" Jim Martin – gitara
- Mike Patton – wokal